# Detektivky podle Proškové
Detektivky podle Proškové případně Detektivky podle Hany Proškové jsou český cyklus osmi detektivních televizních filmů České televize podle románů Hany Proškové. Jde o novodobé adaptace případů komisaře Vašátka a jeho přítele malíře Horáce s Viktorem Preissem a Davidem Matáskem v hlavních rolích. 
Scénář napsaly Jana Knitlová (první, druhý, čtvrtý a pátý film) a Lucie Bělohradská (třetí, šestý, sedmý a osmý film), filmy režírovala Lucie Bělohradská.
Jednotící název Detektivky podle Proškové se objevoval sporadicky v materiálech ČT při premiéře čtvrtého až šestého filmu v roce 2019. Název Detektivky podle Hany Proškové byl využit při premiéře sedmého a osmého filmu a na iVysílání v roce 2023. Ani jeden z těchto názvů se nevyskytoval v televizním programu nebo v titulcích. 
Cyklus televizních filmů se od běžného televizního seriálu liší hlavně tím, že jeho jednotlivé díly vznikají ve větších časových odstupech. 

## Hlavní postavy
| Viktor Preiss | komisař Vašátko |
| David Matásek | malíř Horác     |

## Seznam dílů

### Případ pro rybáře (2013)
podle románu/povídky Smrt mladé stopařky z knihy Tajemství planet (1976) a později také Obyčejné zločiny (1992)
premiéra 20. ledna 2013

### Případ pro malíře (2015)
podle románu/povídky Černé jako smola ze stejnojmenné knihy (1969)
premiéra 17. ledna 2016

### Případ pro lyžaře (2015)
podle románu/povídky Zvláštní případ z knihy Měsíc s dýmkou (1966)
premiéra 24. ledna 2016

### Případ dvou sester (2019)
podle románu/povídky Druhá tvář osudu z knihy Zlá panenka (1978)
premiéra 27. ledna 2019

### Případ dvou básníků (2019)
podle románu/povídky Smrt programátora ze stejnojmenné knihy (1971)
premiéra 3. února 2019

### Případ dvou manželek (2019)
podle románu/povídky Případ u jezera z knihy Tajemství obří číše (1973) a později také Záhada obří číše (1983)
premiéra 10. února 2019

### Případ se štěnicí (2023)
podle románu/povídky 6+1 z knihy Měsíc s dýmkou (1966)
premiéra 15. ledna 2023

### Případ s koncem (2023)
podle románu/povídky Měsíc s dýmkou ze stejnojmenné knihy (1966)
premiéra 29. ledna 2023

## Související adaptace
Dřívější adaptace případů Vašátka a Horáce, které do cyklu nepatří:

### Měsíc s dýmkou (1967)
scénář Hana Prošková, režie Zdeněk Kubeček
Vašátko – Jiří Holý, Horác – Václav Voska
podle románu/povídky Měsíc s dýmkou ze stejnojmenné knihy (1966)
premiéra 5. ledna 1968

### Zvláštní případ (1971)
scénář Hana Prošková, Drahoslav Makovička, režie Hynek Bočan
Vašátko – Radovan Lukavský, Horác – Josef Kemr
podle románu/povídky Zvláštní případ z knihy Měsíc s dýmkou (1966)
premiéra 1. prosince 1971

### Zlaté rybky (1977)
scénář Václav Šašek a Miroslav Hubáček, režie Otakar Fuka
na rozdíl od povídky v adaptaci nevystupují Vašátko a Horác
podle románu/povídky Prostý případ statistiky z knihy Tajemství obří číše (1973) a později také Maskot smrti (1993)
premiéra 1. dubna 1978

### Zrcadlo nenávisti (1987)
scénář Václav Šašek, režie Dušan Klein
Vašátko – Rudolf Hrušínský, Horác – Jiří Bartoška
podle románu/povídky Křivý prostor z knihy Smrt programátora (1971)
premiéra 25. června 1988

### Přízrak (1987)
scénář Hana Prošková a Dušan Klein, režie Dušan Klein
Horác – Martin Mejzlík, na rozdíl od povídky v adaptaci nevystupuje Vašátko, nejedná se o typický případ, který by Vašátko a Horác vyšetřovali společně
podle románu/povídky Přízrak z knihy Smrt programátora (1971)
premiéra 27. srpna 1988